# مردوک-زاکیر-شومی دوم
مردوک-زاکیر-شومی دوم (Marduk-zâkir-šumi II)، از اشراف و نجبای بابلی بود که از سوی سناخریب پادشاه آشور، در سال ۷۰۳ پیش از میلاد به حکومت بابل منصوب شد. وی از پادشاهان سلسله دهم بابل به شمار می‌رود و چند ماه به عنوان حاکم دست نشانده آشوریان سلطنت کرده‌است. در همان سال، مردوک-اپل-ایدین دوم پادشاه سابق بابل که به عیلام گریخته بود، شورشی را در بابل به راه انداخت و آن را رهبری کرد و توانست دوباره به سلطنت بابل برسد.